# Лешан Євген Анатолійович
Лешан Євген Анатолійович (16.11.1975, м. Сімферополь) — український журналіст, колишній політик та народний депутат. Лейтенант, учасник війни на сході України.

## Життєпис
1990—1991 — піонервожатий, керівник гуртка в таборі «Юний розвідник», м. Сімферополь. 1992—1993 — лаборант СШ.
У 1993—1998 роках навчався у Таврійському екологічному інституті, на факультеті журналістики. Під час навчання почав професійну діяльність: 1994—1996 — кореспондент у газетах «Таврические ведомости» і «Крымское время», м. Сімферополь. 1997—1998 — кореспондент газети «Сельский труженик», м. Сімферополь.
З 1995 року — член КПУ. З березня 1998 по квітень 2002 — Народний депутат України 3-го скликання, обраний в одномандатному виборчому окрузі № 1, м. Сімферополь.
Колишній журналіст сайту «Обозреватель».
У 2014—2015 роках — учасник війни на сході України. У чині солдата отримав фах навідника-оператора БМП. З лютого 2018 року — молодший лейтенант запасу, артилерист. Написав серію статей-спогадів про участь у війні «Мой 2014 год» та «Мой 2015 год» [⇨].
У 2016—2017 роках — редактор сайту Чорноморської телерадіокомпанії.
Позаштатний колумніст на сайті «Нігіліст».
З 2018 року — кореспондент Інформаційного агентства Центр журналістських розслідувань.
Під час повномасштабного російського вторгнення 2022 року — у лавах Збройних сил України, зазнав бойового поранення.

## Матеріали
- Лешан Евген Анатолійович [Архівовано 13 вересня 2017 у Wayback Machine.] // Верховна Рада України
- Лешан Євген Анатолійович [Архівовано 10 липня 2018 у Wayback Machine.] // Офіційна Україна сьогодні